# Carlo Ballerini
Carlo Ballerini (Gironico, 14 settembre 1903 – Como, 11 luglio 1972) è stato un calciatore italiano, di ruolo centrocampista.

## Caratteristiche tecniche
Giocava come mediano.

## Carriera
Dopo gli esordi nell'Esperia e nella Tintoria Comense, passa al Como nel campionato di Seconda Divisione 1922-1923, nel quale disputa 14 partite. L'anno successivo, a causa del servizio militare, si trasferisce al Piacenza, sempre in Seconda Divisione; al termine della stagione rientra al Como, con cui giocherà per il resto della sua carriera. Titolare fino al 1926, viene relegato tra i rincalzi dopo la fusione con l'Esperia che porta alla nascita della Comense; nella nuova formazione disputa solamente 6 partite in tre stagioni.
Conta 64 presenze in Seconda Divisione e 6 in Prima Divisione, tutte al secondo livello del campionato di calcio italiano